# 케빈 알렌
케빈 앨런(Kevin Allen, 1962년 9월 15일 ~ )은 영국의 배우, 영화 감독, 각본가이다.
스완지에서 태어났다.

## 영화
- 언더 밀크 우드 (2015년)
- 에이전트 코디 뱅크스 2 (2004년)
- 스컬스 (2000년)
- 토이 보이즈 (1999년)
- 빅 티즈 (1999년)
- 트윈 타운 (1997년)
- 스파이스 월드 (1997년)
- 칼과 폴 (1996년)
- 카니발 더 뮤지컬 (1996년)
- 트레인스포팅 (1996년)
- 파출소장 미스터 빈 (1995년)
- 이트 더 리치 (1987년)
- 스크린 투 (1985년)